# Kiribati na Letnich Igrzyskach Olimpijskich Młodzieży 2010
Kiribati na Letnich Igrzyskach Olimpijskich Młodzieży w Singapurze w 2010 reprezentować będzie 4 sportowców w 3 dyscyplinach.

## Skład kadry

### Lekkoatletyka
- Nooa Takooa
- Tio Etita

### Podnoszenie ciężarów
- Kabuati Silas Bob

### Taekwondo
- Kaburee Ioane